# Меттон
Меттон (фр. Metton) — французький сир, який виробляють переважно в регіоні Франш-Конте.
Виготовляється із знежиреного коров'ячого молока. Сироватку нагрівають до 60 °C, пресують і формують. Потім меттон подрібнюють і залишають у теплі на кілька днів. Дозрілий сир являє собою пахучі «зерна» жовто-оранжевого кольору, розміром з горіх. Сам по собі на цьому етапі він практично неїстівний і використовується головним чином для виготовлення канкуайота. Традиційний спосіб виготовлення — підігріти меттон в глиняному горщику з додаванням води або молока, потім додати сіль і масло (іноді часник). У підсумку виходить тягуча маса ніжно-жовтого кольору. Канкуайот відрізняється виключно низькою жирністю: вона становить від 2 % до 8 %.